# Жизнь в аду
Жизнь в аду (англ. Life in Hell) — еженедельный комикс Мэтта Грейнинга. Комикс публиковался с 1977 по 2012 год. Главные герои комикса — семья антропоморфных кроликов и гей-пара. Основные темы комиксов — любовь, секс, работа и смерть.

## История

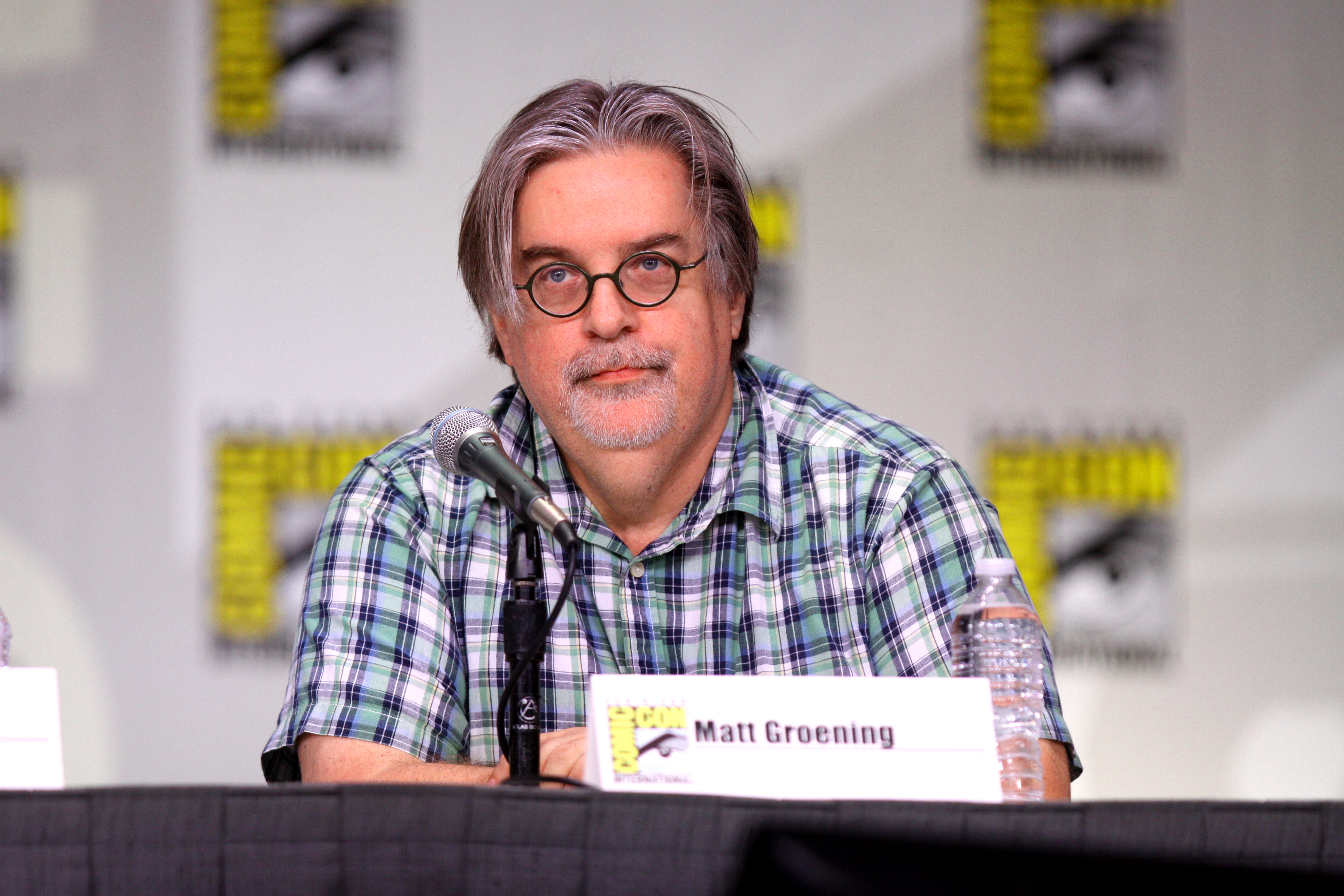
Мэтт Грейнинг

Комикс «Жизнь в аду» появился когда Мэтт Грейнинг переехал в Лос-Анджелес в 1977. Грейнинг рисовал эти комиксы для своих друзей. Он был вдохновлен своим переездом в Лос-Анджелес, в интервью журналу «Playboy» Грейнинг так прокомментировал своё прибытие в город: «Я приехал в Лос-Анджелес в августе, в пятницу вечером, было около сорока градусов, моя машина сломалась на скоростном шоссе в Голливуд и я слушал как пьяный диджей вел свою последнюю передачу на местной рок-радиостанции и обливал грязью руководство станции. А потом у меня было несколько паршивых работ». В комиксе Грейнинг описывал все то что волновало молодежь тех лет: школу, работу и любовь. Грейнинг говорил что это комикс о «всех тех бывших мирных протестующих, всех тех бумеров-идеалистов которые оказались взрослыми в 80-х».
Грейнинг копировал и раздавал комиксы своим друзьям. Он продавал комиксы по два доллара за экземпляр в панк-отделе в музыкальном магазине «Licorice Pizza», в котором он работал. «Жизнь в аду» впервые был опубликован в журнале Wet в 1978 году в выпуске сентябрь/октябрь, комикс назывался «Запрещенные слова». С 1980 года комикс еженедельно публиковался в «Los Angeles Reader», где Грейнинг работал наборщиком, редактором и музыкальным критиком. После того как Грейнинг впервые показал свои «придурковатые картинки с одноухим кроликом» главному редактору «Los Angeles Reader» Джеймса Воуэллу, Воуэлл сказал: «Этот парень станет известным когда-нибудь». В комиксах были серии посвященные какой-то определенной теме, так в 1984 появился тринадцатистраничный мини-сериал «Любовь это ад» о любви и отношениях. В ноябре того же года подруга Грейнинга, Дебора Каплан (так же работавшая в «Los Angeles Reader») предложила опубликовать «Любовь это ад» в виде книги. Книга оказалась популярной в андеграунде, было продано 22000 копий за первые два тиража. Вскоре после этого Мэтт и Дебора покинули «Los Angeles Reader» и основали фирму «Life in Hell Co.», которая занималась распространением творений Грейнинга.
В 1982 году о комиксе узнал голливудский продюсер Джеймс Брукс, он получил в подарок от Полли Платт стрип «Лос-Анджелесские пути смерти». В 1985 году Брукс связался с Грейнингом и предложил ему сделать несколько небольших анимированных роликов для развлекательной программы «Шоу Трейси Ульман». Первоначально, Брукс хотел адаптировать комиксы Грейнинга для шоу, но опасаясь потери авторских прав на своих героев, Грейнинг создал совершенно новых персонажей — Симпсонов.
Когда телевидение стало занимать все больше времени, Грейнинг стал ограничиваться либо однопанельными комиксами, либо 16-панельными стрипами в которых Акбар и Джеф перекидывались остротами. В дальнейшем, в связи с занятостью в «Симпсонах» и «Футураме» времени на комиксы у Грейнинга осталось совсем мало и в 2012 году проект «Жизнь в аду» был закрыт. Последний комикс был опубликован 16 июня 2012 года.

## Персонажи
- Бинки — депрессивный, замученный жизнью «обычный» кролик. Одинок и несчастен. У него постоянно проблемы с работой и жильем. Часто обращается к психотерапевту.
- Шеба — отдельно живущая подружка Бинки. По характеру очень похожа на Бинки. Появляется когда Мэтту в комиксе нужна обычная пара.
- Бонго — одноухий незаконнорожденный сын Бинки, результат пьяной ночи. Появился в 1983 году в комиксе, в котором его мать Хульга, оставила его Бинки и уехала искать удачу в Нью-Йорке. Грейнинг сделал его одноухим чтобы Бонго можно было легко отличить от Бинки. Бонго несколько раз появлялся в других проектах Грейнинга. В «Футураме» в эпизоде «Рождественская история» Бонго продается в зоомагазине. В «Симпсонах» в эпизоде «Маленький домик ужасов на дереве XII» Бонго появляется в качестве одного из кроликов, которых Гомер ловит в ловушку. Еще несколько раз Бонго появляется в «Симпсонах» уже как плюшевая игрушка.
- Акбар и Джефф — братья или возлюбленные (или и то и другое вместе). У них большие носы и они носят фески и футболки как у Чарли Брауна. Акбар и Джефф не раз запускали бизнес проекты, такие как: Тофу киоск Акбара и Джеффа, Кофейный киоск Акбара и Джеффа и т. д.
- Мэтт Грейнинг — появляется в комиксе в виде бородатого кролика в очках.
- Уилл и Эйб — два сына Мэтта Грейнинга.
- Снарла — кошка, друг Бонго. Похожа на Лизу Симпсон.
- Барт Симпсон — иногда появляется в комиксах серии «Запрещенные слова», но обычно ничего не произносит.
- Мистер Симпсон — босс Бинки (антропоморфная собака).
- Гьюи, Скрьюи и Рататуи — три племянника Акбара и Джеффа.

## Книги
- 1986 — Love Is Hell (ISBN 0-394-74454-3)
- 1986 — Work Is Hell (ISBN 0-394-74864-6)
- 1987 — School Is Hell (ISBN 0-394-75091-8)
- 1988 — Box Full of Hell (ISBN 0-679-72111-8)
- 1988 — Childhood Is Hell (ISBN 0-679-72055-3)
- 1989 — Greetings from Hell (ISBN 0-679-72678-0)
- 1989 — Akbar and Jeff’s Guide to Life (ISBN 0-679-72680-2)
- 1990 — The Big Book of Hell (ISBN 0-679-72759-0)
- 1991 — With Love From Hell (ISBN 0-06-096583-5)
- 1991 — How to Go to Hell (ISBN 0-06-096879-6)
- 1992 — The Road to Hell (ISBN 0-06-096950-4)
- 1994 — Binky’s Guide to Love (ISBN 0-06-095078-1)
- 1994 — Love Is Hell: Special Ultra Jumbo 10th Anniversary Edition (ISBN 0-679-75665-5)
- 1997 — The Huge Book of Hell (ISBN 0-14-026310-1)
- 2007 — Will and Abe’s Guide to the Universe (ISBN 0-06-134037-5)